# Њу Маркет (Минесота)
Њу Маркет (енгл. New Market) град је у америчкој савезној држави Минесота.

## Демографија
По попису из 2000. године број становника је 332.
| Група             | 2000.       | 2010.    |
| Белци             | 325 (97,9%) | 0 (0,0%) |
| Афроамериканци    | 1 (0,3%)    | 0 (0,0%) |
| Азијати           | 1 (0,3%)    | 0 (0,0%) |
| Хиспаноамериканци | 0 (0,0%)    | 0 (0,0%) |
| Укупно            | 332         | 0        |